# Изабелла Ангулемская
Изабелла Ангулемская (англ. Isabella of Angoulême, фр. Isabelle d’Angoulême; около 1188 или 1188 — 4 июня 1246 или 31 мая 1246[…], Фонтевро) — вторая жена Иоанна Безземельного, королева Англии и графиня Ангулемская.

## Биография
Своей красотой и перипетиями жизненных обстоятельств Изабелла Ангулемская сравнима с древнегреческой Еленой Прекрасной, что послужило поводом для позднейших историков называть её средневековой Еленой.
Изабелла была единственным ребёнком Эймара, графа Ангулемского (умер в 1202 году) и его супруги Алисы де Куртене (умерла в 1218 году).
Ещё в детстве Изабелла была помолвлена с Гуго IX де Лузиньяном, правителем графства Ла Марш. Однако английский король Иоанн Безземельный, бывший как герцог Аквитании феодальным сеньором обеих фамилий, увидел красавицу Изабеллу и влюбился в неё. Перед этим он аннулировал брак со своей предыдущей женой, Изабеллой Глостерской, из-за близкого родства.
Венчание Иоанна Безземельного и Изабеллы Ангулемской состоялось 24 августа 1200 года в Бордо. Невесте было 12 лет, а жениху — 33 года. Семья Лузиньян, однако, посчитала себя обманутой и оскорблённой, и обвинила короля Иоанна в похищении невесты. За защитой Лузиньяны обратились к французскому королю Филиппу ІІ Августу, являвшемуся верховным сюзереном английских королей в их французских владениях. Король Филипп, давно намеревавшийся изгнать английских Плантагенетов из Франции, использовал этот инцидент для осуществления своих планов. По жалобе семьи Лузиньян Филипп неоднократно вызывает Иоанна Английского на заседания королевского суда, разбиравшего это дело. Однако в связи с тем, что правитель Англии эти вызовы игнорировал, Филипп объявил о лишении Иоанна прав на все его французские владения, и к 1204 году изгнал английские власти из материковой Франции. Аквитанские вассалы Иоанна при этом также перешли на сторону французской короны.
В Англии дела у короля Иоанна также шли не лучшим образом. Против короны взбунтовались и его английские бароны. Несмотря на подписанную им в июне 1215 года Великую хартию вольностей, бароны склонялись к тому, чтобы передать корону Англии высадившемуся на острове в 1216 году и занявшему Лондон французскому наследному принцу Людовику, будущему французскому королю Людовику VIII. Однако в октябре этого же года король Иоанн скончался, и корона Плантагенетов перешла к его малолетнему сыну Генриху, ставшему королём Англии Генрихом III.
В том же 1216 году Изабелла, после смерти мужа, покинула Англию и возвратилась в Ангулем, где содержала двор, соответствовавший её званию королевы. В 1220 году она выходит замуж вторично — за Гуго X де Лузиньяна, сына своего бывшего жениха, который к этому времени уже был помолвлен с дочерью Изабеллы, Иоанной. Породнившись таким образом с Плантагенетами, семья Лузиньян, которой верховная власть французской короны казалась жёстче английской, при посредничестве Изабеллы организовала заговор, в который вошли муж Изабеллы Гуго, её сын, король Генрих III и её зять, граф Раймунд VII Тулузский. Когда в июле 1241 года войска Генриха высадились на побережье Сентонжа, заговорщики подняли восстание на юге Франции. Однако удача им не сопутствовала. 21 июля французский король Людовик IX разгромил войска англичан в битве при Талебуре, а несколькими днями позже — и отряды Гуго Лузиньяна у Сента, после чего восстание было подавлено. Генрих III вернулся в Англию, а Гуго и Раймунд выпросили у короля Франции прощение.

После того, как в 1244 году Изабелла была вновь уличена в попытке организовать заговор против французской короны, ей пришлось бежать и укрыться в монастыре Фонтевро, где она через 2 года и скончалась. По настоянию Генриха III, его мать была похоронена рядом с саркофагами Генриха II Английского и его супруги, Элеоноры Аквитанской. Второй супруг Изабеллы, Гуго Х, погиб 15 января 1249 года, во время 7-го крестового похода, при взятии Дамьетты в Египте.

## Дети Изабеллы
В первом браке, с Иоанном Безземельным, у Изабеллы Ангулемской родилось 5 детей, двое сыновей и три дочери:
- Генрих III (род. 1.10.1207 — ум. 16.11.1272), король Англии.
- Ричард (род. 5.01.1209 — ум. 2.04.1272), граф Корнуэльский, король Германии с 1257 года.
- Иоанна (род. 22.07.1210 — ум. 4.03.1238), королева Шотландии, с 21.06.1221 замужем за королём Шотландии Александром II.
- Изабелла (род. 1214 — ум. 1.02.1241), императрица Священной Римской империи, с 15.07.1235 замужем за императором Священной Римской империи Фридрихом II.
- Элеонора (род. 1215 — ум. 13.04.1275), в первом браке — графиня Пембрук, во втором — графиня Лестер.

Во втором браке, с Гуго Х де Лузиньяном, у Изабеллы Ангулемской было 9 детей, среди них — пятеро сыновей и четыре дочери. Старшим был Гуго XI де Лузиньян (род. 1221 — ум. 6.04.1250), павший, как и его отец, во время 7-го крестового похода.

## В кинематографе
- Робин Гуд / Robin Hood (2010; США, Великобритания) режиссёр Ридли Скотт, в роли Изабеллы Леа Сейду;
- Робин и Мэриан / Robin and Marian (1976; США) режиссёр Ричард Лестер, в роли Изабеллы Виктория Абриль.